# Aegotheles savesi
El egotelo de Nueva Caledonia (Aegotheles savesi) es una especie de ave caprimulgiforme de la familia Aegothelidae endémica de Nueva Caledonia.

## Descripción
Mide alrededor de 28 cm de largo, mucho más grande que su pariente el egotelo australiano. Su plumaje es oscuro, principalmente negro uniformemente veteado en pardo grisáceo. Sus alas son cortas y redondeadas y sus patas largas y robustas. Sus cola es larga y ligeramente redondeadas. 

## Distribución y hábitat
Se encuentra únicamente en las sabanas arboladas dominadas por arbustos Melaleuca y los bosques húmedos de la isla de Nueva Caledonia.

## Taxonomía
Fue descrito científicamente por los ornitólogos ingleses Edgar Leopold Layard y Edgar Leopold Calthrop Layard, padre e hijo, en 1881. El espécimen tipo se obtuvo cuando un ave entró volando en un dormitorio del pueblo de Tonghoué. Debido a su escasez la especie es muy desconocida y se conoce por muy pocos ejemplares además del tipo como dos especímenes recolectados en 1880 y 1915 y unos cuantos avistamientos. Los más recientes fueron realizados en una expedición de 1998, en la que se vio a un ejemplar grande buscando insectos en el ocaso en Rivière Ni Valley. Este informe más el registro de sonidos similares a otros miembros de su género en 1996 y 1998, llevan a muchos a creer que la especie aún sobrevive aunque en pequeñas poblaciones.